# Valdir Melgaço Barbosa
Valdir Melgaço Barbosa (Pequi, 10 de junho de 1928 – Belo Horizonte, 31 de julho de 2012) foi um advogado e político brasileiro do estado de Minas Gerais
Valdir Melgaço foi deputado estadual em Minas Gerais por três legislaturas consecutivas, da 5ª à 7ª legislatura (1963 - 1975), sendo eleito pela UDN em seu primeiro mandato e pela ARENA nos demais.